# Acroconidiellina
Acroconidiellina är ett släkte av svampar. Acroconidiellina ingår i divisionen sporsäcksvampar och riket svampar.